# Glaciered
Glaciered es un próximo videojuego de acción y aventura desarrollado por el estudio independiente japonés Studio Snowblind y publicado por Playism. Su lanzamiento está programado para 2025 para Windows a través de Steam, con la posibilidad de lanzarlo en consola. 

## Sinopsis
El juego se desarrolla 65 millones de años en el futuro, donde la vida en la superficie de la Tierra se ha extinguido debido a una edad de hielo llamada Everwinter. Las aves han evolucionado hasta convertirse en los Tuai, una raza submarina hiperinteligente que combina rasgos de aves y dinosaurios. Ahora dependiendo del clima helado para sobrevivir, el personaje principal lucha contra enemigos que amenazan con poner fin al Everwinter.

## Jugabilidad
El juego contiene combates submarinos en tiempo real a la manera de un juego de acción de personajes, y el personaje del jugador posee habilidades de calor y frío.

## Recepción
Jordan Devore de Destructoid declaró que nunca había visto nada parecido a Glaciered, calificándolo de "un elegante juego de acción de personajes con ataques cuerpo a cuerpo y a distancia de aspecto elegante", pero ambientado bajo el agua en un planeta congelado. Al decir que estaba "enganchado a la *idea* de Glaciered", señaló que "simplemente parece algo que me gustaría jugar" y que estaría al tanto del juego. Rick Lane de PC Gamer inicialmente había creído que el juego sería similar a Abzû, diciendo que comenzó "hermoso, encantador y relajante", pero posteriormente se sorprendió por su elementos de acción, que comparó con Bayonetta. Calificando la premisa del juego de "deliciosamente absurda", elogió las peleas con criaturas gigantes y dijo que "es completamente tonto y estoy aquí para apoyarlo".
Digitalmente descargado comentó que el juego tenía "el potencial de romper el molde de este género de aventuras de acción independientes japonesas". Jasmine Beverungen de GamePro declaró que el juego combinaba aspectos de los juegos de exploración con combates de ritmo rápido y atraía su interés en juegos con una atmósfera oscura y apocalíptica, y que quería saber más sobre el escenario.